# Ashton Eaton
Ashton Eaton (* 21. ledna 1988 Bend, Oregon, USA) je bývalý americký atlet, závodící ve vícebojích a současný držitel světových rekordů v halovém sedmiboji i venkovním desetiboji, dvojnásobný Olympijský vítěz (Londýn 2012 – 8869 b. a Rio de Janeiro 2016 – 8893 b.-vyrovnaný OR Romana Šebrleho) a dvonásobný mistr světa (Moskva 2013 a Peking 2015). Dne 3. ledna 2017 oznámil na sociální síti překvapivě konec své aktivní kariéry, a to spolu se svou manželkou, rovněž úspěšnou atletickou vícebojařkou.

## Úspěchy
V březnu roku 2010 překvapivě překonal na americkém univerzitním šampionátu 17 let starý světový rekord Dana O'Briena v halovém sedmiboji výkonem 6 499 bodů. V únoru roku 2011 pak v estonském Tallinnu rekord posunul až na 6568 bodů a stal se prvním vícebojařem v historii, který pokořil hranici 6500. Ve stejném roce Eaton vybojoval stříbrnou medaili na MS v jihokorejském Tegu. Jeho osobní rekord v desetiboji z roku 2012 měl hodnotu 9039 bodů. Tímto výkonem zároveň překonal předchozí světový rekord Čecha Romana Šebrleho z roku 2001 (9026 bodů) a stal se druhým člověkem v historii, který pokořil devítitisícovou hranici. V březnu roku 2012 na HMS v Istanbulu světový rekord v sedmiboji překonal již potřetí dosud platným výkonem 6645 bodů. Dne 29. srpna 2015 překonal v Pekingu podruhé vlastní světový rekord v desetiboji výkonem 9045 bodů.

## Světový rekord v sedmiboji
V rámci prvního světového rekordu začal velmi rychlým během na 60 metrů za 6,71 s. Po kvalitní dálce se 773 cm předvedl špatnou kouli (13,12 m), první den však zakončil velmi dobrou výškou 211 cm. Druhý den zaběhl rychle 60 m. př. za 7,77 s, poté skočil o tyči kvalitních 510 cm. Stále však na výkon O'Briena silně ztrácel. O světovém rekordu tak rozhodl až závěrečný běh na 1000 metrů, kde Eaton zaběhl skvělých 2:32,67 min. Bývalý světový rekord tak ve dnech 12. a 13. března 2010 překonal o 23 bodů.
V Tallinnu (5. – 6. února 2011) začal šedesátkou v osobním rekordu za 6,66 s., do dálky skočil 777 cm, v kouli přidal další osobní rekord 14,45 m. a první den zakončil výškou s 201 cm. Druhý den zaběhl famózních 7,60 s. na 60 m. překážek (vícebojařský SR) a pokračoval skokem o tyči s 520 cm. Závěrečným během na 1000 metrů v čase 2:34,74 minuty posbíral rekordních 6 568 bodů.
V Istanbulu (9.–10. března 2012) měl pomalejší startovní reakci a začal na své poměry slabším časem 6,79 s. Vše ale dohnal v dálce, kde dolétl až na hodnotu vícebojařského SR 816 cm. V kouli si opět vylepšil osobní rekord na 14,56 metru. Ve výšce skočil kvalitních 203 cm. Druhý den zaběhl překážky za skvělých 7,68 s. a v tyči dorovnal výkon z Tallinu (520 cm). Rychlým časem na 1000 metrů 2:32,78 minuty pak nasbíral součet nového světového maxima 6645 bodů. V roce 2014 v polských Sopotech získal 6632 bodů a obhájil titul druhým nejlepším výkonem všech dob. V roce 2016 pak v americkém Portlandu na domácí půdě opět s přehledem zvítězil, a to šestým nejlepším součtem historie 6470 bodů.

## Světový rekord v desetiboji
V roce 2012 Eaton překonal po 11 letech světový rekord Romana Šebrleho 9026 bodů o 13 bodů při americké olympijské kvalifikaci. Tento výkon dále vylepšil na atletickém mistrovství světa v Pekingu v roce 2015 součtem 9045 bodů (a v pořadí třetím desetibojem s hodnotou nad 9000 bodů). Eaton zaujal velmi rychlou úvodní stovkou (10,23 s.) a zejména pak desetibojařským světovým rekordem v běhu na 400 metrů v čase rovných 45 sekund. Rekord vybojoval i díky velkému úsilí v závěrečné patnáctistovce, kterou proběhl ve velmi dobrém čase 4:17,53 minut. Tento rekord byl překonán až o tři roky později francouzským desetibojařem Kévinem Mayerem na mítinku v Talence, a to výkonem 9126 bodů.

## Osobní rekordy
Dráha
- Běh na 100 metrů - 10,19 sec.
- Skok daleký - 823 cm
- Vrh koulí - 15,40 m
- Skok do výšky - 210 cm
- Běh na 400 metrů - 45,00 sec.

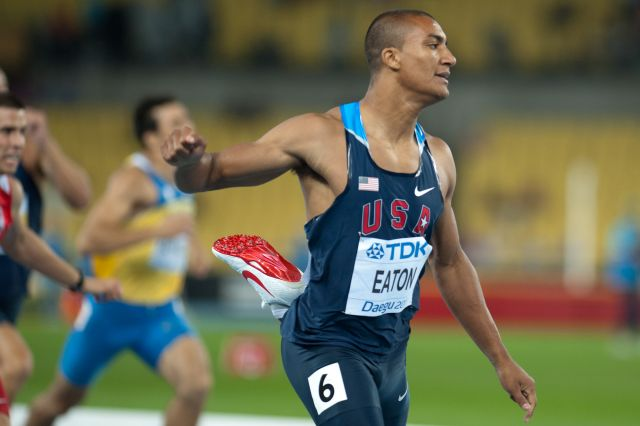
Ashton Eaton, 2011

- Běh na 110 metrů překážek - 13,34 sec.
- Hod diskem - 47,36 m
- Skok o tyči - 540 cm
- Hod oštěpem - 66,64 m
- Běh na 1500 metrů - 4:14,48 min.
- Desetiboj - 9 045 bodů (2015)

Hala
- Halový sedmiboj 6 645 bodů (10.3.2012) -  (Současný světový rekord)
- Skok o tyči - 540 cm
- Skok do výšky - 211 cm
- Skok daleký - 816 cm